# Örbackens kalkkärr
Örbackens kalkkärr este o arie protejată (arie specială de conservare — SAC, sit de importanță comunitară — SCI) din Suedia întinsă pe o suprafață de 10,5 ha, integral pe uscat.

## Localizare
Centrul sitului Örbackens kalkkärr este situat la coordonatele 58°22′22″N 15°07′03″E / 58.3727°N 15.1176°E.

## Înființare
Situl Örbackens kalkkärr a fost declarat sit de importanță comunitară în decembrie 1995 pentru a proteja 3 specii de animale. Situl a fost protejat și ca arie specială de conservare în martie 2011.

## Biodiversitate
Situată în ecoregiunea boreală, aria protejată conține 2 habitate naturale: Pajiști fino-scandinave uscate până la mezice, bogate în specii de altitudine mică, Izvoare petrifiante cu formare de travertin (Cratoneurion).
La baza desemnării sitului se află mai multe specii protejate de  nevertebrate (3): Vertigo angustior, Vertigo genesii, Vertigo geyeri.